# 강 (성씨)
강(姜, 康, 强, 江, 剛)씨는 중국과 한국의 성씨이다.

## 성 강 姜

### 중국
강(姜, 중국병음  jiāng, / 영어 Kang, Gang, / 일본어 カン, かん, Kyo)씨는 인구 600만명으로 중국 성씨 인구 순위 51위이다. 강씨(姜氏)는 지금으로부터 5200년 전 중국의 고대 삼황(三皇)중의 한분이자 중국을 통치했던 염제 신농씨(炎帝神農氏 / 본명 강석년(姜石年)가 천수(天水)에서 태어나고 섬서성 기산현을 흐르는 강, 강수(姜水)에서 자라서 지명인 姜을 성으로 삼았다 한다. 강씨는 현존하는 성씨 중에서 가장 그 연원이 오래 되었다. 중국의 강씨는 천수(대종/大宗), 광동, 산서, 니련, 유이 강씨 등이 있으며, 천수(天水) 이외의 강씨들은 모두 대종(大宗)인 천수강씨에서 분파한 것이다. 염제신농씨의 16세손인 강백이(姜伯夷), 강백이의 37대손이자 세계 강씨의 실질적인 시조로 전하는 강태공(姜太公) 으로 세계가 이어졌다. 강태공의 본명은 강상(姜尙)이고, 본관은 천수강씨(天水姜氏)이며 염제신농씨의 후손이다. 강태공은 주나라 문왕, 무왕을 도와 주나라를 건국한 일등공신이며, 제(齊)나라의 왕이 되었다. 강태공의 자손들(2대 왕 강급, 16대 왕 강소백 등)이 대대로 제나라를 이끌어왔으며, 제나라 16대 임금인 제환공 강소백(姜小白)은 춘추시대 첫번째 패왕(覇王)이 되어 제나라를 강국으로 만들었고, 중국 천하를 호령하며 강태공의 얼을 이었다. 제나라 최전성기에는 사방 5000리를 이룩한 대국으로 성장하기도 하였다. 제나라는 대대로 800여년 간 총 32대 왕좌를 이끌어 오며 제나라를 통치해왔다. 한나라 말에는 삼국지의 인물이자 천수강씨 출신의 대장군 강유(姜維)가 촉한 대장군이 되어 천하에 명성을 떨쳤다. 강유의 후손인 강각, 강공보는 당나라때 명 재상으로 이름을 날렸다. 당나라 시기에 특히 강씨들이 황실에서 재상, 대장군, 건주자사, 이주자사 등의 걸출한 인물들을 많이 배출하였다. 염제신농씨와 그의 후손 공공씨, 강백이, 강태공에서 수많은 성씨가 분화되었다. 중국의 천수강씨(天水姜氏), 한국의 진주강씨(晋州姜氏), 중국 한족(漢族) 고씨(高), 중국 범양 노씨(盧), 중국 남양 여씨(呂), 오(吳), 중국 한족(漢族) 허씨(許), 중국 및 한국의 평해구씨(丘,邱), 강(强), 한국 온양 방씨(方), 중국 제양당 정씨(丁), 주(朱), 해령 및 발해 진(陳)씨, 장(章), 사(謝), 제(齊), 습(習), 악(岳), 시(柴), 하(賀), 경(景), 경(慶), 중국 한족(漢族) 신씨(申), 향(向), 가(柯), 뢰(賴), 박(薄), 상(尙), 우문(宇文), 중국 돈황 홍씨(洪)(남양홍씨 당홍계), 감(甘), 초(焦), 기(紀), 중국의 청하최씨(崔) 및 한국의 전주 및 충주 최씨(崔), 좌(左), 역(易), 섭(聶) 및 중국 한족(漢族)의 장씨(張) 등 통합 247여개의 수많은 성씨들이 강씨에서 갈라졌다. 특히, 강태공 사당에는 해마다(매년 9월 12일 중국 산동성 제나라 문화축제) 강태공의 후손들과 강씨에서 분화된 성씨들이 대거 참례를 온다.
● 강씨역사 및 강성에서 갈라진 성씨에 대한 참고영상(강성원류, 走遍中国 姜姓源流) URL: https://www.youtube.com/watch?v=Guzm3rGIexg

### 한국
강(姜)씨는 2015년 대한민국 통계청 인구조사에서 1,321,575명으로 조사되어, 한국 성씨 인구 순위 6위이다. 본관은 문헌상으로 114본이 전하나, 현존하는 본관은 진주, 등 단본이며, 이 중에서 시조가 기록되어 있는 본관은 진주(晋州), 금천(衿川), 2본이다.
진주 강씨(晋州 姜氏)는 경상남도 진주시를 본관으로 한다. 시조 강이식(姜以式)은 고구려 병마도원수이다. 강이식은 중국 수나라때 중국 천수강씨의 지파인 광동강씨(廣東姜氏)의 일족이다. 597년(고구려 영양왕 8년)에 수 문제가 무례한 국서를 보내오자 영양왕은 군신을 모아 놓고 이에 회답할 것을 논의할 때 강이식은 "이와 같은 무례한 글은 붓으로 답할 것이 아니라 칼로 답해야 한다"고 주장했다. 영양왕이 이에 수긍하고 싸울 것을 명하자 군사 정병 5만을 이끌고 임유관(臨楡關)에서 수나라 군사 30만을 단번에 격퇴하고, 603년에 수 양제가 군사 100만으로 다시 침략할 때 중신회의에서 강화할 것을 논의했으나 이에 반대하고 싸울 것을 주장하여 을지문덕과 함께 요동성 살수(청천강) 등의 싸움에서 수군을 대파하는 등 많은 공을 세웠다. 현재 중국 만주 심양현 원수림 역앞에 강이식 장군의 묘비가 있다. 강이식의 후손 중에 신라 헌강왕 때 판내이령 강진(姜縉)이 진양후에 봉해지며 본관을 진주(晋州)로 하였다고 한다. 진주 강씨(晋州 姜氏)의 파는 박사공파, 인헌공파, 은열공파, 관서공파, 소감공파가 있다. 박사공파는 강사첨의 자녀에 따라 통정공파와 통계공파로 나뉜다.
금천 강씨(衿川 姜氏)의 서울특별시 금천구를 본관으로 성씨이다. 시조이자 강이식 대장군의 후손 강여청(姜餘淸)의 5대손인 강궁진(姜弓珍)은 금천(衿川)의 호족으로서 고려 통일에 협력한 공으로 삼한벽상공신(三韓壁上功臣)에 올랐다. 강궁진의 아들인 강감찬(姜邯贊)이 983년(고려 성종 3년) 과거에 급제하였고, 요나라의 침입을 격퇴하였으며, 1030년(현종 21)에 문하시중(門下侍中)에 이르렀다.

### 일본
강(姜(京), きょう, Kyo)씨는 일본에도 존재하며, '쿄'로 발음한다. 이들은 대략적으로 두 부류 중 하나인데, 하나는 중국 춘추시기 제나라 왕족이었던 강씨들이 일본으로 대거 이주하여 정착한 케이스이고 나머지 하나는 재일교포 출신들이다.

### 강씨(姜氏)가 세운 나라 (강성제국/姜姓帝國)
- 중국 염제국(炎帝國) - 5300년전 염제신농씨(炎帝神農氏)가 세운 나라. 이후, 염제신농씨의 후손들이 8대에 걸쳐 520년간 중국을 통치했다.
- 제나라(齊國) - 중국 춘추시대 강태공(姜太公)이 세운 나라. 강태공은 4만 5천의 군사로 상나라 72만 대군을 무찌르고 주나라를 세우며 중국을 천하통일을 한 공로로 산둥반도 땅을 받고 제나라 1대 개국군주가 됨. 32대 800여년간 통치.
- 여국(呂國) - 강백이(姜伯夷)가 세운 나라. 강태공의 선조. 강성 여씨(姜姓呂氏)가 여기서 나왔다.
- 기국(紀國) - 강문후(姜文候)가 세운 왕국. 500여년간 38대에 이어 통치. 강성 기씨(姜姓紀氏)가 여기서 나왔다.
- 허국(許國) - 허 문숙(許 文叔) 강정(姜丁)이 세운 왕국. 600여년간 20대에 이어 통치. 강성 허씨(姜姓許氏)가 여기서 나왔다. 후손중에 설문해자(說文解字)를 저술한 허신(許愼)이 있다.
- 신국(申國) - 강좌(姜佐)가 세운 왕국. 17대에 이어 통치. 후손으로 중국 진군사씨 시조 강신백(사신백)이 있음. 강성 신씨(姜姓申氏)와 강성 사씨(姜姓謝氏)가 여기서 나왔다.
- 장국(鄣國) - 강태공의 증손자인 강호(姜虎)가 세운 왕국. 14대에 이어 통치. 장국의 후손들이 鄣의 우부방 阝을 떼고 장씨(章氏)를 성씨로 삼았다. 강성 장씨(姜姓章氏)가 여기서 나왔다.
- 습국(習國) - 염제신농씨의 후손인 강후(姜侯)가 세운 왕국. 강성 습씨(姜姓習氏)가 여기서 나왔다. 중국 국가주석 시진핑(습근평)의 성씨이다.
- 북제(北齊)(남북조시대) - 강태공의 51세손 강성 고씨(姜姓高氏)이자 발해고씨인 '고양'이 세운 황제국. 북제 개국황제 고양을 이어 8대에 이어 통치.
- 북주(北周)(남북조시대) - 염제신농씨의 자손인 강성 우문씨(姜姓宇文氏)가 세운 황제국이다. 북주 개국황제 우문태를 이어 6대에 이어 통치.
- 후량(后凉) - 강태공의 후손 강성 여씨(姜姓呂氏) '여광'이 세운 나라.
- 후주(后周) - 강태공의 후손 강성 시씨(姜姓柴氏) 후주황제 '시영'이 세운 나라.
- 진나라(秦國/통치) - 강태공의 후손 강성 여씨(姜姓呂氏)인 여불위의 아들 진시황(여정)이 시황제가 되어 중국통일을 하며 다스린 나라.
- 명나라(大明) - 염제신농씨의 후손인 강성 주씨(姜姓朱氏) 명나라 개국황제 주원장이 세운 나라. 16대에 이어 280년간 통치. 주원장의 손자이자 명나라 2대 황제 주윤문은 늘 선조인 염제신농씨(주양)능전에 가서 제사를 드리며 큰 주엽나무 한 그루를 손수 심었다.
- 베트남(건국) - 염제신농씨 3세손 제명의 후손인 낙룡군의 아들 웅왕이 베트남을 최초로 건국하고 2000년간 통치. 현재 베트남인 대다수는 바로 강씨(염제신농씨)의 자손이다.
- 베트남(쩐 왕조) - 염제신농씨의 후손인 강성 사씨(姜姓謝氏) 강신백의 후손인 '사승경(謝升卿)'은 안남(베트남)으로 이주하였고, 성을 진씨(陳氏)로 바꿨다. 그의 아들 '사경'(謝煚)/'진경'(陳煚)이 베트남 '쩐왕조'의 개국 황제(開國皇帝)가 되었다. 175년간 13대에 이어 통치.
- 베트남(딘 왕조) - 강태공의 장남이자 제나라 2대 임금인 '강급'의 자손 강성 정씨(姜姓丁氏)가 베트남에 세운 왕조.
- 태국(통치) - 태국 제 23대 총리 탁신 친나왓(강성 구씨(姜姓丘氏),구달신), 태국 28대 총리 잉락 친나왓(탁신의 여동생,구영락)이 통치. 현재(2024~) 탁신 친나왓의 딸이자, 태국 제 31대 총리인 패통탄 친나왓(丘氏)이 집권중.
- 대한민국(통치) - 강태공의 후손 강성 노씨(姜姓盧氏)인 대한민국 제13대 대통령 노태우, 대한민국 제16대 대통령 노무현이 통치.
- 중화인민공화국(통치) - 염제신농씨 후손인 강성 습씨(姜姓習氏) 후손 습근평(시진핑)이 현 중국 국가주석이 되어 통치 중.

## 강씨(姜氏)에서 갈라져 나간 성씨
강씨(姜氏)는 현존하는 성씨중에서 가장 그 연원이 오래된 성씨이다. 5300여년전 중국 삼황오제의 염제신농씨(강석년)으로 시작하여 강백이로 이어지며 그의 후손인 염제신농씨의 54세손이자, 무려 800년 역사의 춘추시대 제나라의 왕이었던 강태공(姜尙)으로 세계가 이어진다. 제나라는 강태공으로부터 큰아들이자 제나라 2대 왕인 강급에 이어 후손인 제강공 강대까지 총 32대 왕좌를 이끌어왔다.
염제신농씨와 강태공에서 무려 통합 247개 성씨가 분파되었다. 강씨, 장씨, 오씨, 고씨, 노씨, 여씨, 정씨, 구씨, 허씨, 최씨, 시씨, 악씨, 습씨, 방씨, 하씨, 공씨, 사씨, 왕씨, 제갈씨, 홍씨, 주씨 등. 이중, 강씨 자손에서 황제(皇帝)를 배출한 성씨로는 고씨(북제), 시씨(후주), 여씨(후량/진나라), 진씨(베트남 쩐왕조), 정씨(베트남 딘왕조), 우문씨(북주), 주씨(명나라) 7성(七姓)이다. 
강씨(姜姓)에서 갈라진 여씨(呂氏)는 중화 강씨(姜氏)의 시조인 염제신농씨(姜石年)의 후대이다. 강성 여씨(姜姓呂氏)의 정종(正宗). 대표적인 후손으로 강태공 여상(呂尙), 진시황을 시황제로 옹립시킨 여불위(呂不韦)와 그의 아들인 진시황 (여정(呂政)/강성여씨(姜姓呂氏) 이므로 강정(姜政)이 배출되었고,(사마천 사기/여불위열전), 한나라말 대장군 여포(呂布), 한나라때에는 전한초기에 국권을 잡던 여태후(여치)가 있다.
강성에서 갈라진 고씨(高氏)는 제나라 16대왕 제환공 강소백(姜小白)을 제나라 임금으로 옹립한 공으로 고씨가 되었고, 오늘날 중국의 모든 한족 고씨(발해고씨,광릉고씨,경조고씨,암문고씨 등)의 시조가 되었다. 고씨(高氏)에서는 수나라 건국이전 남북조시기에 27년 간 존속한 발해고씨이자 '북제(北齊)'의 황성(皇姓)인 고씨(高氏)가 배출되었다. 강태공의 50세손인 고환 -고양 등으로 황제의 계보가 이어진다.(고환(추존황제)-> 1대 황제 고양-> 2대 황제 고은-> 3대 황제 고연-> 4대 황제 고담-> 5대 황제 고위-> 6대 황제 고항) 고혜->고환->고양 이후로 70대까지 세계가 이어져 현재 중국고씨는 1,600만명으로 중국 성씨순위 15위에 달한다.
강성에서 갈라진 시씨(柴氏)에서는 제나라 강태공의 후손으로 오대십국 시대의 명군으로 꼽히는 오대십국시기에 중국 통일대업을 이룩한 후주의 황제 시영(柴榮), 그의 아들 시종훈이 배출되었다. 그 중 일부 시씨는 장씨(張氏), 은씨(殷氏), 임씨(林氏)등 으로 개성 하였다.
장씨(張氏)의 일부는 강태공의 자손에서 갈라진 섭씨(聂氏)에서 개성한 중국 삼국지의 명장인 장료(張遼)가 있다. 그의 본성은 강씨(姜氏)이다. 현재도 장료의 후손들이 꽤 많은 편이며, 장료의 자손들이 현재 중국 성씨인구 순위 3위를 차지하고 있는 장씨의 일부를 차지하고 있다.
강성에서 갈라진 악씨(岳氏)에서는 중국의 구국영웅 혹은 중국의 이순신이라 불리는 금나라로부터 마지막까지 남송을 지키던 장수 악비(岳飛)가 배출되었다.
강씨에서 갈라진 허씨(許氏)는 (우리나라의 허씨와는 틀림.) 허 문숙(許 文叔) 강정(姜丁)이 세운 허국의 국성이다. 600여년간 20대에 이어 통치하였다. 후손중에 허신(許愼)은 중국어학(中國語學) 분야에서 경전(經典)으로 꼽힐 정도로 그 가치를 인정받는 설문해자(說文解字)를 저술하였다. 그 외 중국판 프로듀스 101 여자 아이돌 선발 프로그램 '청춘유니2' 우승자 허가기(쉬자치/许佳琪)가 있다.
베트남 쩐왕조를 건국한 진씨(陳氏)는 원래 강씨에서 갈라진 강성계 사씨(謝氏)이다. 강성국인 신국왕 강좌의 11세손 강신백의 후손중 사령운의 자손인 '사승경(謝升卿)' 은 안남(베트남)으로 이주하였고, 성을 진씨(陳氏)로 바꿨다. 그의 아들 사경(謝煚)/진경(陳煚)이 베트남 '쩐왕조'의 개국 황제(開國皇帝)가 되었다. 즉, 베트남 쩐왕조 진씨는 강성 진씨(姜姓陳氏), 사성 진씨(謝姓陳氏)이다.
또다른 진씨(陳氏) 계통으로 강태공(姜太公)의 자손인 '발해 고씨(高氏)'에서 갈라진 진씨가 있다. 발해고씨이자 북제 황족인 송나라 태위 '고경'의 자손이 진씨의 딸과 혼인하여 외가의 성씨를 취해 '발해 진씨'가 되었다. 발해진씨는 청나라 황실에서 세력을 떨치던 명문거족이었다.
중국의 오씨(吳氏) 후손으로 염제신농씨의 강성계 오씨(吳氏)가 있다. 강성계 오씨 중 대표적 인물이 오권(吳權)이며, 헌원의 모친이 바로 강성계 오씨 혈족인 '오추(吳樞)'이다. 
홍씨(洪氏)는 염제신농씨의 후손인 공공씨(共工氏)에서 나온 성씨이다. 한국의 남양홍씨 당홍계 및 중국의 돈황홍씨가 해당된다.
방씨(方氏)는 염제신농씨의 11세손인 방뢰(方雷)가 하남성 방산지방에 봉해져서 그 지명을 따서 방씨(方氏)가 되었다. 한국의 온양 방씨가 해당된다.
우문씨(宇文氏)는 염제신농씨의 후손으로, 북주 개국황제 우문태가 북주(北周)를 건국하였다. 이후, 우문씨 황족 일부가 조씨(趙氏)로 개성하였다. 
공자의 성씨인 공씨(孔氏)는 제나라 강태공의 후손 일부가 공씨(孔氏)가 되었다.
정씨(丁氏)는 강태공의 아들인 제정공 강급에서 탄생한 성씨이다. 한국의 압해정씨,나주정씨 등도 강태공의 후손이다. 정씨 자손중 일부가 베트남 딘왕조를 건국하였다. 
중국의 최씨(崔氏) 즉, 중국의 청하최씨(현재 한국의 충주최씨/ 전주최씨 일부도 해당)는 강태공의 손자인 '강계자'(최계자)가 제나라 3대 왕의 자리를 서제인 '강득'에게 양보하고, 산동성 최읍에 봉해져 살면서 최씨가 되었다. 최씨는 특히, 당나라때 황제에 필적할만한 명문 귀족성씨로 세력을 떨쳤다. (당나라 명문귀족 4대성씨 : 최(崔),왕(王),사(謝),노(盧)
중국 임씨(林氏)의 일부는 오대십국 주세종(황제 시영) 시기에 강성 시씨(姜姓 柴氏)에서 개성한 임씨가 있다.
제갈공명의 제갈씨(諸葛氏) 역시 강성(姜姓)에서 갈라져 나간 성씨이다.
명나라 황제 주원장의 주씨(朱氏)는 본래 염제신농씨의 별칭인 염제주양씨(炎帝朱襄氏)에서 갈라져 나간 성씨이다. 즉, 강성 주씨(姜姓朱氏)이다.
특히 명나라 황제 주원장의 손자인 건문제 '주윤문'은 늘 선조인 염제주양씨능전에 가서 제사를 지냈다는 기록이 있으며, 손수 한그루의 주엽나무를 심었다고 한다. 현재, 중국의 주씨 종친들도 중국 주씨의 득성 시조이자 원 시조인
염제주양씨릉(炎帝朱襄氏陵)에 정기적으로 제사를 지내고 있다.
그 외 왕씨(王氏), 사씨(謝氏), 장씨(章氏), 경씨(景氏) 등이 있다.
베트남의 경우 베트남 민족의 시조이자 건국자인 녹속(경양왕)과 그의 아들인 낙룡군은 염제신농씨 강씨의 후손이다. 염제신농씨의 3세손인 제명이 무선의 딸과 혼인하여 녹속을 낳았는데 그는 경양왕이 되어 남방의 적귀국(베트남)을 다스리게 되었고, 용녀와 혼인하여 낙룡군을 낳았으며, 낙룡군은 부친을 이어 베트남을 다스리게 된다. 낙룡군의 아들 중 장남인 웅왕이 베트남의 건국자가 되어 건국이후 베트남은 그의 후손들로 15개 부락으로 나누어져 베트남 민족을 이루었고 베트남 건국으로부터 강성 웅왕왕조는 18대를 존속하게 된다.  즉, 베트남인은 강씨(姜氏)의 후손인 것이다.
강성에서 갈라진 구씨(丘氏)는 강태공의 아들이자 삼남인 구목공(丘穆公)을 원시조로 그 세계를 이어오고 있다. 그 후손중에 태국의 23대 총리였던 탁신친나왓 (구달신/丘達新), 그의 여동생인 태국 제 28대 총리(대통령) 잉락친나왓 (구영락/丘英樂)이 배출되었다. 현재(2024~)는 탁신 친나왓의 딸이자, 태국 제 31대 총리인 패통탄 친나왓(丘氏)이 집권중이다. 구달신과 구영락의 선계는 구춘성으로, 그들은 구춘성의 4대손이다. 청조 말년, 타이완에 세거하던 중국 강성 구씨(姜姓丘氏)인 구춘성이 섬라(태국)로 가게 되는데 태국의 화교재벌가로 유명하였으며, 그의 후손은 현재 4대까지 이어졌다. 구달신의 경우 총리 임기때 타이완과 태국에 있는 구씨 종친회를 방문하였다고 한다. 구씨는 중국 뿐만 아니라 동남아 전역에 분포하며, 특히 태국(泰國) / (Thailand) 에 집중되어 있다.
강성에서 갈라진 습씨(習氏)에서는 유명한 인물이 나오게 된다. 그가 바로 지금 현 중국 중국공산당 총서기인 시진핑(습근평,習近平)이다!
시진핑의 습씨(중국발음이 시/xi임.) 역시 강성(姜姓)의 후예이다. 춘추시대에 염제신농씨의 후손의 제후국인 습나라(습국/習國)가 있었는데 습국의 멸망이후 습나라의 군주였던 강후(습후)의 후손들이 나라의 국명을 따서 습씨가 되었다. 이후 습후->습향->습착지->현 중국공산당 총서기 습근평(시진핑)으로 계보가 이어지게 된다.
노씨(盧氏)에서는 두 명의 대통령이 탄생하게 되는데, 바로 노태우와 노무현이다. 특히 전 대통령인 노태우와 노무현은 중국 산동성 강태공사당에 직접 참배를 온 기록이 있다. 2000년도에 강태공 사당에 방문하여 노태우 전 대통령이 쓴 '선조의 높은 뜻을 받드오리다' 라는 글이 강태공 사당에 지금도 비치되어 있다.

### 강씨(姜氏) 역사 인물
- 염제신농씨 - 5300여년 전의 중국 고대 삼황오제. 성은 강(姜), 이름은 석년(石年). 세계 강성(姜姓)의 원조. 인류최초 한의학, 농사, 중국차, 중국 문명의 창시자.
- 강태공 - 강상(姜尙). 염제신농씨의 후손. 800년역사의 제나라의 1대 왕이자 세계 강씨(姜氏)의 실질적인 시조.
- 강소백 - 姜小白. 강태공의 후손이자 제나라의 16대 왕. 제환공. 춘추오패 첫번째 패왕(覇王). 훗날 강태공의 얼을 이어 나라와 백성을 부강하게 함.
- 강유 - 姜維. 염제신농씨의 101대손. 삼국지 촉한 대장군. 강유의 후손들은 중국 천수 상규 지방에 집성촌을 이루고 있다.
- 강보의 - 중국 당나라 대장군. 천수강씨. 강유의 후손.
- 강공보 - 중국 당나라 재상. 천수강씨. 강유의 후손.
- 강각 - 중국 당나라 재상. 천수강씨. 강유의 후손.
- 강경초 - 중국 당나라 재상. 천수강씨. 강유의 후손. 당현종 이융기(李隆基)의 딸인 신평공주(新平公主) 이씨의 남편.
- 강기 - 중국 송나라 시인.
- 강이식 - 한국 진주강씨의 시조, 고구려 대장군으로 수나라와의 전쟁 임유관대첩에서 대승을 거둔 명장.
- 강감찬 - 고려 대장군. 귀주대첩의 명장. 한국의 구국영웅. 진주강씨 지파 금천강씨의 시조.
- 강민첨 - 고려 장군. 강감찬 장군을 도와 거란군을 격파. 진주강씨 은열공파 시조.
- 강희안 - 조선시대 훈민정음 창제. 집현전 학자.
- 강희맹 - 조선시대 문인.
- 강맹경 - 조선시대 영의정.
- 강빈 - 소현세자빈 강씨 (민회빈강씨) 조선시대 인조의 맏아들 소현세자의 부인.
- 강항 - 임진왜란 때 일본에 납치되어 일본에 성리학을 전하고 귀국함. 일본 성리학의 시조.
- 강세황 - 조선시대 문인.

### 강씨(姜氏) 현대 인물
- 강정애 - 국가보훈부 장관
- 강창일 - 대한민국 주일대사
- 강효상 - 국회의원
- 강병원 - 국회의원
- 강석호 - 국회의원
- 강선우 - 국회의원
- 강기정 - 청와대 정무수석
- 강민석 - 청와대 대변인
- 강재섭 - 전 국회의원
- 강창희 - 전 국회의장
- 강성천 - 중소벤처기업부 차관
- 강한옥 - 문재인  어머니
- 강상중 - 일본 동경대 교수
- 강희락 - 전 경찰청장
- 강신명 - 전 경찰청장
- 강만수 - 전 기획재정부 장관
- 강병중 - 기업인. 넥센 회장
- 강신호 - 기업인. 동아쏘시오그룹(동아제약) 회장
- 강수진 - 성우
- 강구한 - 성우
- 강우석 - 영화감독 (실미도)
- 강제규 - 영화감독 (태극기 휘날리며)
- 강형철 - 영화감독
- 강윤성 - 영화감독
- 강창웅 - 일본명 쿄 노부오(Kyo Nobuo). 한국계 일본배우. 재일교포 3세.
- 성 강 - 강성호. 한국계 미국 배우.
- 강서은 - 아나운서
- 강수정 - 방송인. 前 아나운서
- 강승화 - 아나운서
- 강지영 - 아나운서
- 강아랑 - 기상캐스터
- 강소연 - 배우, 야구선수 강동연 친누나.
- 강율 - 배우 (본명 강현석. 우아한 제국, 일진에게 반했을때)
- 강상준 - 배우 (2024년 SBS 연기대상 신인상)
- 강해림 - 배우 (2016 미스코리아 부산/울산 진)
- 강훈 - 배우
- 강유석 - 배우
- 강기영 - 배우
- 강신일 - 배우
- 강신범 - 배우
- 강경준 - 배우
- 강경헌 - 배우
- 강신성일 - 정치인, 영화배우
- 강혜정 - 배우
- 강예빈 - 배우
- 강소라 - 배우
- 강수연 - 배우
- 강성아 - 배우
- 강문영 - 배우
- 강민아 - 배우
- 강동원 - 배우
- 강남길 - 배우
- 강부자 - 배우
- 강별 - 배우
- 강래연 - 배우
- 강성진 - 배우
- 강성민 - 배우
- 강성연 - 배우
- 강성필 - 배우
- 강한나 - 배우
- 강현정 - 배우,모델
- 강형욱 - 동물조련사. 개통령
- 강승현 - 슈퍼모델(포드 모델1위)
- 강소영 - 슈퍼모델(2004년 슈퍼모델대회 1위)
- 강유이 - 레이싱모델
- 강현주 - 레이싱모델
- 오스틴강 - 본명 강민주. 모델 겸 쉐프. 마스터쉐프코리아4 출연.
- 강효원 - 피독 (Pdogg). 작곡가. 방탄소년단(BTS)의 아시아 세계 신기록 히트곡 '피땀눈물' , 'Magic shop' , '봄날' , 'DNA' 의 작곡가.
2017,2018,2019 MAMA 베스트 프로듀서,작곡가 상, 2018 가온차트뮤직어워드 올해의 작곡가상 수상.
- 강해린 - 가수, 걸그룹 뉴진스 멤버
- 강다니엘 - 가수, (워너원/Wanna One), 프로듀스 101 시즌2 1위
- 강혜원 - 가수, (아이즈원-한국&일본 걸그룹) 프로듀스48
- 강동호 - 가수, (백호, 뉴이스트) 프로듀스 101 시즌2
- 강태현 - 가수, 투모로우바이투게더(TXT) 멤버 태현
- 강영현 - 가수, 그룹 DAY6 멤버
- 강슬기 - 가수, 걸그룹 레드벨벳 멤버
- 강예진 - 가수, 걸그룹 (네이처) 멤버 로하
- 강예슬 - 가수, 트로트 가수, 미스트롯, 걸그룹 윙스 멤버
- 강혜연 - 트로트 가수, 미스트롯, 걸그룹 베스티 멤버
- 가호(Gaho) - 가수, 본명 강대호.
- 강수지 - 가수
- 강산에 - 본명 강영걸. 가수
- 강인원 - 가수
- 강승윤 - 가수 (슈퍼스타 K, 그룹 WINNER 멤버)
- 강지영 - 가수 (카라), 일본 영화배우
- 강민혁 - 가수 (씨앤블루)
- 강민경 - 가수 (다비치)
- 강대성 - 가수 (빅뱅)
- 강현민 - 가수
- 강희건 - 가수 (리쌍)
- 강준 - 가수 (씨클라운)
- 강민호 - 가수 (슈프림팀,E-Sens)
- 강창모 - 가수 (KCM)
- 강지현 - 가수 (씨스타 소유)
- 강현정 - 가수 (버블시스터즈)
- 강레나 - 가수 (공원소녀)
- 강은혜 - 가수 (달샤벳 비키)
- 강균성 - 가수 (노을)
- 강성훈 - 가수 (젝스키스)
- 강승희, 강주희- 가수 (윙크)
- 강상수 - 트로트 가수 (현철)
- 강진 - 본명 강옥원. 트로트가수. 땡벌.
- 강동철 - 가수 및 작곡가 (용감한형제)
- 강호동 - 개그맨, MC
- 강성범 - 개그맨
- 강주원 - 개그맨
- 강준   - 개그맨
- 강유미 - 개그우먼
- 강병규 - 前 야구선수, 개그맨, MC
- 강걸   - 모델, 방송인
- 데니스강 - 이종격투기선수 (스피릿MC, Heros, K-1, 드림, 로드FC, UFC)
- 줄리엔강 - 방송인, 모델, 격투기선수
- 토미강 - 격투기선수
- 강지원 - 격투기선수 (ONE FC 헤비급 선수)
- 강경호 - 격투기선수 (UFC 밴텀급 선수)
- 다니엘강 - 본명 강효림. 여자 프로 골프선수. 세계랭킹 4위.
- 강채영 - 양궁선수 (국가대표, 세계 양궁 월드컵 금메달, 2021 도쿄올림픽  양궁 금메달)
- 강다슬 - 육상선수 (국가대표, 2014 인천 아시안 게임 100m, 2014 전국체전 여자 육상 200m 1위)
- 강영미 - 펜싱선수 (국가대표, 2018 아시안게임 여자개인 에페 금메달)
- 강지은 - 사격선수 (국가대표, 2018 아시안게임 여자 트랩 은메달)
- 강민성 - 태권도선수 (국가대표, 2018 아시안게임 남자 개인 품새 금메달)
- 강완진 - 태권도선수 (국가대표, 2022 항저우 아시안게임 남자 품새 금메달)
- 강지석 - 수영선수 (국가대표, 2018 아시안게임 남자 50m 배영 동메달)
- 강용환 - 수영선수 (전 국가대표)
- 강윤미 - 쇼트트랙 여자 국가대표. 2006년 토리노올림픽 3000m계주 금메달
- 강백호 - 야구선수 (국가대표, 2018 프로야구 신인왕, KT Wiz 야구선수)
- 강정호 - 야구선수 (국가대표, 메이저 리그 피츠버그 야구선수)
- 강민호 - 야구선수 (국가대표, 삼성라이온즈 야구선수)
- 강동연 - 야구선수 (NC다이노스 투수)
- 강성진 - 축구선수 (국가대표)
- 강상윤 - 축구선수 (국가대표)
- 강상우 - 축구선수 (국가대표, 2012 AFC U-19, 포항스틸러스)
- 강민수 - 축구선수 (국가대표)
- 강지훈 - 축구선수 (국가대표, 2017 FIFA U-20 월드컵 국가대표)
- 강현무 - 축구선수 (포항스틸러스 골키퍼)
- 강가애 - 여자 축구선수 (골키퍼, 국가대표)
- 강채림 - 여자 축구선수 (공격수, 국가대표)
- 강지우 - 여자 축구선수 (공격수, 국가대표)
- 강아정 - 여자 농구선수 (국가대표)
- 강이슬 - 여자 농구선수 (국가대표, 2018 아시안게임 은메달, KB스타즈)
- 강유림 - 여자 농구선수 (국가대표, 하나원큐, 2021 WKBL 신인왕)
- 강계리 - 여자 농구선수 (하나원큐 포인트가드)
- 강소휘 - 여자 배구선수 (국가대표, 2018 아시안게임 동메달,  GS칼텍스->한국도로공사)
- 강상재 - 농구선수 (국가대표, 2018 아시안게임 동메달, 원주 DB)
- 강성욱 - 농구선수 (국가대표, 강동희 아들)
- 강병현 (1985년) - 농구선수 (국가대표, 2011 아시아 농구출전, KBL프로농구 3회 우승. LG세이커스)
- 강혁 - 전 농구선수, (전 국가대표. 대구 한국가스공사 감독)
- 강을준 - 농구감독 (KBL 고양 오리온스 감독)
- 강동희 - 농구선수 및 감독 (전 국가대표,대한민국 최고의 포인트가드)
- 강동궁 - 3쿠션 당구 국가대표 (PBA월드챔피언쉽 우승)
- 강민구 - 3쿠션 당구선수 (2023년 1월 PBA 우승)
- 강수진 - 발레리나. 국립발레단 단장(예술감독).
- 강동진 - 배구선수 (국가대표)
- 강동진 - 사이클선수 (국가대표, 2014 인천아시안게임 금메달)
- 강영식 - 우슈선수 (국가대표, 2014 인천아시안게임 동메달)
- 강민혁 - 배드민턴 (국가대표, 2024 파리올림픽 출전)
- 강민혁 - 스키점프 (국가대표)
- 강경원 - 보디빌더 (국가대표)
- 강초현 - 사격 (전 국가대표, 2000년 시드니올림픽 은메달)
- 강민 - 프로게이머
- 강도하 - 만화가
- 강대위 - 姜大衛. 중국 영화배우
- 강문 - 姜文. 중국 영화배우
- 진패(秦沛) - 본명 강창연(姜昌年). 강대위와 형제. 중국 국가 1급 영화배우.
- 강화군 - 지앙후아준(姜華珺). 중국 여자 탁구선수. 중국 탁구 국가대표.
- 강호문 - 姜皓文. 중국 남자 영화배우
- 강조 - 姜潮. 중국 남자 영화배우, 가수
- 강초 - 姜超. 중국 남자 영화배우
- 강홍파 - 姜宏波. 중국 여자 영화배우
- 강패요 - 姜珮瑶. 중국 여자 영화배우
- 강려문 - 姜麗文. 중국 여자 연예인, 가수, 작곡가
- 강재신 - 姜梓新. 중국 여자 연예인

## 편안 강 康
강(康)씨는 2015년 대한민국 통계청 인구조사에서 91,625명으로 조사되어, 한국 성씨 인구 56위이다. 본관은 신천(信川), 곡산(谷山), 재령(載寧),등 3본이 있는 것으로 문헌에 전하나 현존하는 3본이 대종을 이룬다. 평안남도, 평안북도 일대에 집성촌을 이루고 있다.
- 신천 강씨(信川 康氏)의 비조 강후(康候)는 중국 주나라 무왕의 아우 강숙(康叔)의 둘째 아들로서 기원전 198년에 고조선 평양에 들어와 왕실을 교화한 공으로 기자로부터 강씨 성을 받았다고 한다. 강후(康侯)의 67세손 고구려 유민 출신인 성골장군(聖骨將軍) 강호경(康虎景)을 시조로 하고 있다. 중시조 강지연(康之淵)은 강호경의 14세손으로 고려 고종 때 호성공신에 오르고 신성부원군에 봉해졌다. 신천 강씨는 조선시대 문과 급제자 25명을 배출하였다. 2015년 인구는 52,945명이다.
  - 곡산 강씨(谷山 康氏)의 시조 강서(康庶)는 신천 강씨의 중시조인 강지연(康之淵)의 6세손으로 상산백(象山伯)에 봉해졌다. 2015년 인구는 29,107명이다.
  - 재령 강씨(載寧 康氏)의 시조 강득룡(康得龍)은 신천강씨의 중시조인 강지연(康之淵)의 8세손으로 조선 태조의 계비(繼妃) 신덕왕후(神德王后)는 그의 친누이동생이다. 강득룡은 고려 공민왕 때 삼사우사(三司右使)를 지내다가, 고려가 망하고 조선이 개국되자 불사이군(不事二君)을 결심, 관악산에 들어가 암자에 살면서 매일같이 산에 올라 개성을 향해 통곡하였는데, 이곳이 연주대(戀主臺)와 연주암으로 전해지고 있다. 태조는 그를 안릉부원군(安陵府院君)에 봉하여 안정공(安靖公)이란 시호를 내렸고 그의 후손들이 본관을 재령으로 하였다. 2015년 3,401명이다.
- 영강 강씨(永康 康氏) 시조 강증(康拯)은 고려 예종 때 병마판관(兵馬判官)을 지냈는데 여진정벌(女眞征伐)에 공이 있어 벼슬이 평장사(平章事)에 이르렀다.

## 강할 강 強
강(強)씨는 강씨(姜氏)에서 분성된 성씨로 천수(天水) 진(晋)의 대부 강일(强釰)의 후손으로 전한다. 송나라 휘종(徽宗) 때 사람으로, 강일의 후손인 강준명(強浚明)에 연원을 두고 있는 것으로 기록되어 있다.
강(強)씨는 2015년 대한민국 통계청 인구조사에서 770명으로 조사되었다. 본관은 충주(忠州) 668명, 괴산(槐山) 57명, 상산 21명 등이 있다. 강(強)씨는 세종실록지리지에 충청도 충주목 괴산군의 토성으로 기록되어 있다.
『삼국사기』에 중원소경(中原小京 : 현 충주(忠州)) 출신의 강수(强首)가 673년(문무왕 13) 사찬(沙湌)의 벼슬에 오른 것으로 기록되어 있다.
괴산 강씨(槐山強氏) 강의립(强義立)의 아들 강이민(强以敏, 1638년 ~ ?)이 우림위(羽林衞)로서 1670년(조선 현종(顯宗) 11년) 별시(別試) 무과에 병과(丙科)로 급제하였다. 강이민(强以敏)은 1680년 서천만호(舒川萬戶)를 지내고, 1703년(숙종 29년) 어유간 첨사(魚游澗僉使)가 되었다.

## 강 강 江
강(江)씨는 중국의 성씨이다. 인물로는 중국 공산당 전 총서기 강택민(江澤民, 장쩌민)이 있다.
강(江)씨는 2015년 대한민국 통계청 인구조사에서 34명으로 조사되었다.

## 굳셀 강 剛
강(剛)씨는 중국(中國) 청(淸)나라 덕종 광서제(德宗 光緖帝) 치세 시기 만주족 관료 출신 강의자(剛毅字)의 아들이었던 강량(剛良)의 후손으로 전한다. 강의자(剛毅字)와 강량(剛良) 부자는 만주인으로 공부상서를 지낸 것으로 기록되어 있다.
1930년 국세조사에서 충청북도 괴산군 장연면 방곡리에 강응룡(剛應龍) 1가구가 처음 나타났다. 그에 따르면 1908년(융희 2) 민적부(民籍簿)에 기재할 때 강(强)을 강(剛)으로 잘못 기록했다고 한다.
강(剛)는 2015년 대한민국 통계청 인구조사에서 9명으로 조사되었다. 본관은 괴산(槐山)이 6명이다.

## 가상 인물
- 여왕의 집:강재인(함은정)

## 같이 보기
- 姜姓
- 康姓
- 強姓
- 江姓
- 剛姓